# Poboleda
Poboleda è un comune spagnolo di 347 abitanti situato nella comunità autonoma della Catalogna.